# Дуго Село
Дуго Село (хорв. Dugo Selo) - місто в  Хорватії, в  Загребській жупанії.

## Загальні відомості
Дуго Село розташоване за 10 кілометрів на схід від столиці країни Загреба в долині  Сави, за 7 кілометрів від самої річки. Дуго Село об'єднує кілька поселень, розташованих біля підніжжя пагорба Мартін Брег (висота 205 м). За 20 кілометрів на південний схід знаходиться місто Врбовець.
Місто пов'язане зі столицею країни автодорогою Загреб - Дуго Село - Врбовець - Б'єловар. Через місто проходить залізнична лінія Загреб - Копривниця - Будапешт.
Перша згадка про місто датується 1209 роком.

## Населення
Населення громади за даними перепису 2011 року становило 17 466 осіб, 2 з яких назвали рідною українську мову. Населення самого міста становило 10 453 осіб.
Динаміка чисельності населення громади:
Динаміка чисельності населення міста:

## Населені пункти
Крім міста Дуго Село, до громади також входять: 
- Андриловець
- Донє Дворище
- Копчевець
- Козинщак
- Лепровиця
- Лекарище
- Мала Острна
- Прозор'є
- Пухово
- Велика Острна

## Клімат
Середня річна температура становить 10,63°C, середня максимальна – 25,30°C, а середня мінімальна – -6,51°C. Середня річна кількість опадів – 855 мм.
| Клімат міста                                  | Клімат міста | Клімат міста | Клімат міста | Клімат міста | Клімат міста | Клімат міста | Клімат міста | Клімат міста | Клімат міста | Клімат міста | Клімат міста | Клімат міста | Клімат міста |
| Показник                                      | Січ.         | Лют.         | Бер.         | Квіт.        | Трав.        | Черв.        | Лип.         | Серп.        | Вер.         | Жовт.        | Лист.        | Груд.        |              |
| Середній максимум, °C                         | 6,09         | 8,29         | 12,82        | 17,25        | 22,21        | 25,30        | 24,70        | 23,90        | 19,91        | 14,64        | 8,99         | 4,94         |              |
| Середня температура, °C                       | −0,21        | 2,00         | 6,52         | 10,93        | 15,91        | 19,01        | 20,74        | 19,96        | 15,98        | 10,70        | 5,02         | 1,00         |              |
| Середній мінімум, °C                          | −6,51        | −4,3         | 0,22         | 4,64         | 9,60         | 12,71        | 16,80        | 16,01        | 12,02        | 6,75         | 1,08         | −2,95        |              |
| Норма опадів, мм                              | 49           | 47           | 55           | 67           | 75           | 92           | 77           | 85           | 80           | 81           | 85           | 62           |              |
| Середньомісячна швидкість вітру, м/с          | 1.86         | 2.06         | 2.48         | 2.34         | 2.19         | 2.00         | 1.90         | 1.75         | 1.76         | 1.80         | 1.90         | 1.89         |              |
| Середньомісячна сонячна радіація, кДж/м²·день | 4116         | 6881         | 10576        | 14937        | 19143        | 21167        | 22019        | 19283        | 14166        | 8773         | 4531         | 3330         |              |
| --------------------------------------------- | ------------ | ------------ | ------------ | ------------ | ------------ | ------------ | ------------ | ------------ | ------------ | ------------ | ------------ | ------------ | ------------ |
| Джерело:                                      |              |              |              |              |              |              |              |              |              |              |              |              |              |

## Економіка
Найбільша промислова галузь міста - харчова, головним чином виноробство і виробництво хлібобулочної продукції. На схилах Мартін Брега та поблизу міста безліч виноградників. Також у місті є підприємства деревообробки та машинобудування.

## Пам'ятки

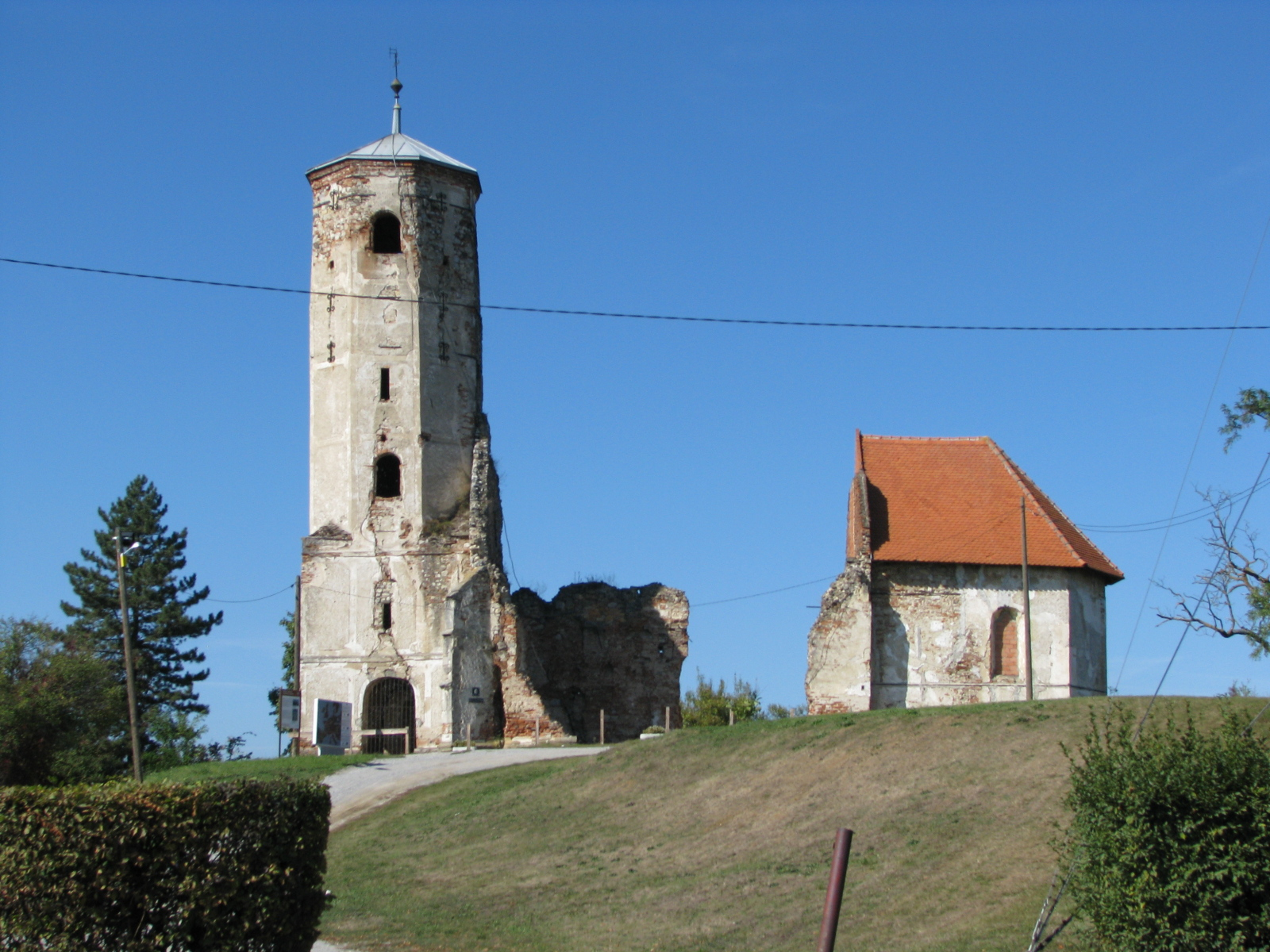
Стара церква св. Мартіна на пагорбі Мартін Брег

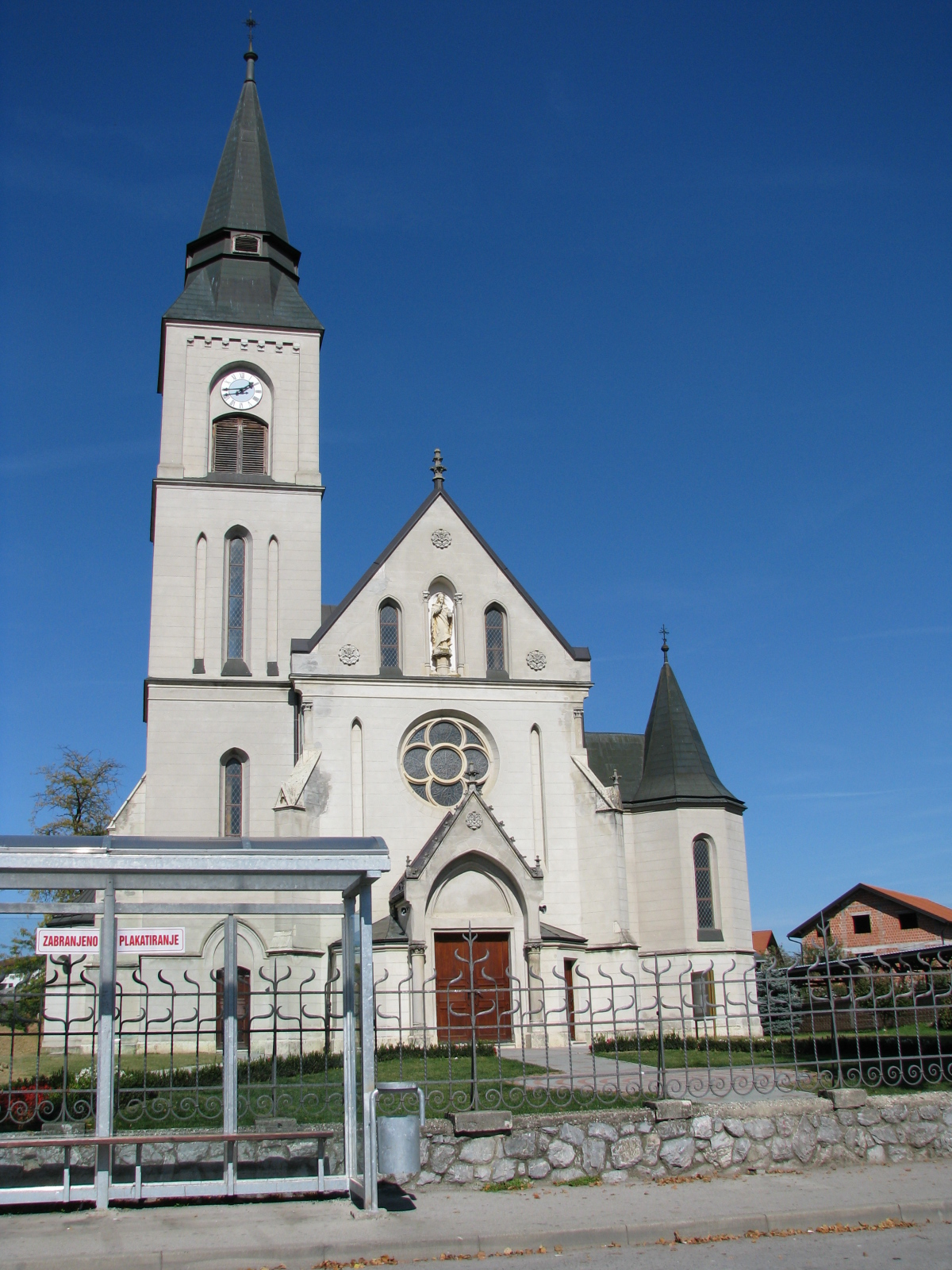
Парафіяльна церква св. Мартіна
в Дуго Село

На пагорбі Мартін Брег - руїни старовинної церкви  св. Мартіна. Храм зведений у 1209 році.